# 黑鰭鋸脂鯉
黑鰭鋸脂鯉，為輻鰭魚綱脂鯉目脂鯉亞目锯脂鲤科的其中一個種。分布於南美洲Branco河流域棲息在底中層水域，生活習性不明。

## 扩展阅读
維基物種上的相關：黑鰭鋸脂鯉